# Mysidioides fuscinervis
Mysidioides fuscinervis är en insektsart som beskrevs av Frederick Arthur Godfrey Muir 1922. Mysidioides fuscinervis ingår i släktet Mysidioides och familjen Derbidae. Inga underarter finns listade i Catalogue of Life.